# اما چمبرلین
اما فرانسیس چمبرلین (انگلیسی: Emma Frances Chamberlain؛ زادهٔ ۲۲ مهٔ ۲۰۰۱) یک سلبریتی اینترنتی آمریکایی است، به ویژه در یوتیوب. او برنده جایزه استریمی ۲۰۱۸ برای سازنده بریک‌اوت شد. در سال ۲۰۱۹، گاهنامۀ تایم او را در فهرست ۱۰۰ پسین تایم و فهرست ۲۵ کارسازترین کسان در اینترنت نهاد و نوشت: «چمبرلین پیشگام رویکردی برای ولاگ گرفتن بود که راهنمای سبک خودمانی یوتیوب را تکان داد.» در آوریل ۲۰۱۹، او نخستین سری پادکست هفتگی خود را راه‌اندازی کرد، هرچیزی می‌رود، که پیش‌تر با نام نخبه کودن شناخته می‌شد. پس از آن، چمبرلین برنده جایزه «بهترین پادکستر» در دوازدهمین دوره جوایز شورتی شد. او همچنین سفیر لوئیس ویتون از سال ۲۰۱۹ و کارتیه از سال ۲۰۲۲ بوده است.

## اوایل زندگی
چمبرلین در ۲۲ مهٔ ۲۰۰۱ در سان برونو، کالیفرنیا، از خانواده مایکل جان چمبرلین و سوفیا پینتری چمبرلین به دنیا آمد. او تنها فرزند پدرومادرش است که در پنج سالگی او جدا شدند.
او در مدرسه راهنمایی مرکزی در سان کارلوس، کالیفرنیا، و دبیرستان نوتردام، بلمونت، یک مدرسه مقدماتی کاتولیک همگی دخترانه، جایی که او در تیم‌های انگیزشی و پیگردی حضور داشت، تحصیل کرد. او در بازه پنج سال انگیزش رقابتی انجام داد و یکی از اعضای تیم انگیزشی آل استارز پینک کالیفرنیا بود. او دبیرستان را در ترم نخست سال آموزشی خود رها کرد و پس از پذیرش در آزمون برون‌رفت از دبیرستان کالیفرنیا دانش‌آموخته شد.